# 감비아해다람쥐
감비아해다람쥐(Heliosciurus gambianus)는 다람쥐과에 속하는 설치류의 일종이다. 앙골라와 베넹, 부르키나 파소, 중앙아프리카공화국, 차드, 콩고민주공화국, 코트디부아르, 에리트레아, 에티오피아, 감비아, 가나, 기니, 기니비사우, 케냐, 라이베리아, 나이지리아, 세네갈, 시에라리온, 수단, 탄자니아, 토고, 우간다, 잠비아이다. 자연 서식지는 숲 사바나 지역이다.

## 아종
16종의 아종이 알려져 있다.
| - H. g. gambianus - H. g. abassensis - H. g. bongensis - H. g. canaster - H. g. dysoni - H. g. elegans | - H. g. hoogstraali - H. g. kaffensis - H. g. lateris - H. g. limbutas - H. g. loandicus - H. g. madogae | - H. g. multicolor - H. g. omensis - H. g. rhodesiae - H. g. senescens |